# Jerome Ngom Mbekeli
Jerome Ngom Mbekeli (ur. 30 września 1998 w Jaunde) – kameruński piłkarz występujący na pozycji pomocnika w Sheriffie Tyraspol. 
Wraz z APEJES Academy zdobył Puchar Kamerunu w 2016.
W reprezentacji Kamerunu zadebiutował 4 września 2022 w wygranym 2:0 meczu kw. do Mistrzostw Narodów Afryki 2022 z Gwineą Równikową, a 16 stycznia 2023 w wygranym 1:0 pojedynku turnieju głównego z Kongiem strzelił swojego pierwszego gola w kadrze.
W 2022 został powołany do kadry na mistrzostwa świata i zagrał na nich w spotkaniu z Brazylią (1:0), Kamerun zaś zakończył turniej na fazie grupowej.